# أرثر والس أكسيل
أرثر والس أكسيل (1901-1993) (بالإنجليزية: Arthur Wallis Exell)‏ هو عالم نبات بريطاني.

## نباتات وصفها أرثر أكسيل
- بوشنوية جميلة
- بوشنوية فنشاوية
- بوشنوية كلينية
- بوشنوية مستدقة
- ريتشية غوسويلرية
- قمبريط إدوردسي
- كيكوال بليغريني
- كيكوال ثورلي
- كيكوال ساحلي
- كيكوال صغيرة الورق
- كيكوال موسيندي الزهر
- كيكوال مؤتلف
- ميوسطمون
- ميوسطمون رباعي الأسدية
- ميوسطمون همبرتي
- هليلج أمازوني
- هليلج ريتزي
- هليلج مينيزي

## تكريمه
أجناس
- (قشديات) Exellia بوتيك[1]

الأنواع
- (أقنتية) Barleria exellii Benoist[2]
- (قطيفية) Hermbstaedtia exellii (Suess.) C.C.Towns.[3]
- (Anisophylleaceae) Anisophyllea exellii P.A.Duvign. & دي ويت  [لغات أخرى]‏[4]
- (قشديات) Piptostigma exellii روبرت إلياس فرايز[5]
- (أغافاوات) Anthericum exellii Poelln.[6]
- (صقلاباوات) Marsdenia exellii C.Norman[7]
- (نجمية) Anisopappus exellii Wild[8]
- (البلسميات) Impatiens exellii G.M.Schulze[9]
- (قمبريطية) Combretum exellii Jongkind[10]
- (مخلدية) Kalanchoe exellii Raym.-Hamet[11]
- (غرنوقية) Geranium exellii J.R.Laundon[12]
- (بقولية) Perlebia exellii (Torre & Hillc.) A.Schmitz[13]
- (إسارية) Phragmanthera exellii Balle ex Polhill & Wiens[14]
- (خبازية) Hibiscus exellii إدموند كلبرت بيكر[15]
- (ثغريات سوداء) Memecylon exellii A.Fern. & R.Fern.[16]
- (سحلبية) Tridactyle exellii P.J.Cribb & Stévart[17]
- (فوية) Pavetta exellii Bremek.[18]
- (Rubiaceae) Psychotria exellii R.Alves، Figueiredo & A.P.Davis[19]
- (Rubiaceae) Sabicea exellii جورج تايلور[20]